# Мотобур
Мотобур (рос. мотобур, англ. self-propelled drilling rig, portable drilling rig; нім. Motordrehbohrmaschine f) — автономна бурильна машина обертальної чи ударно-обертальної дії з двигуном внутрішнього згоряння для буріння неглибоких свердловин чи шпурів.
М. застосовуються при геологорозвідувальних роботах, інж. дослідженнях, будівництві доріг у важкодоступних місцях, проходженні канав і допоміжних роботах. М. обертального буріння являє собою пристрій з редуктором, що передає обертання від бензинового двигуна буровому інструменту. М. бурять шпури діаметром 40 — 50 мм, глиб. до 2 — 3 м в м'яких і мерзлих породах, а з використанням шнеків — свердловини глиб. 5 — 10(15) м, діаметром до 200 мм. Швидкість буріння М. в сезонно-мерзлих породах до 30 м/год, багатолітньомерзлих породах до 10 м/год. Змінна продуктивність 10 — 20 м. При бурінні свердловин у м'яких і пухких породах змінна продуктивність досягає 40 — 80 м.